# Decaphora trabiformis
Decaphora trabiformis là một loài nhện trong họ Sparassidae.
Loài này thuộc chi Decaphora. Decaphora trabiformis được Pelegrin Franganillo-Balboa miêu tả năm 1931.